# Campanula moesiaca
Campanula moesiaca là loài thực vật có hoa trong họ Hoa chuông. Loài này được Velen. mô tả khoa học đầu tiên năm 1893.